# Отерлек
Отерлек (нід. Oterleek) — село в нідерландській провінції Північна Голландія. Входить до муніципалітету Алкмар.
Його площа становить 10,05 км², а населення станом на 2021 рік складало 635 осіб.
Перша згадка про населений пункт датується 1256 роком.
До 1970 року мало статус окремого муніципалітету.

## Галерея

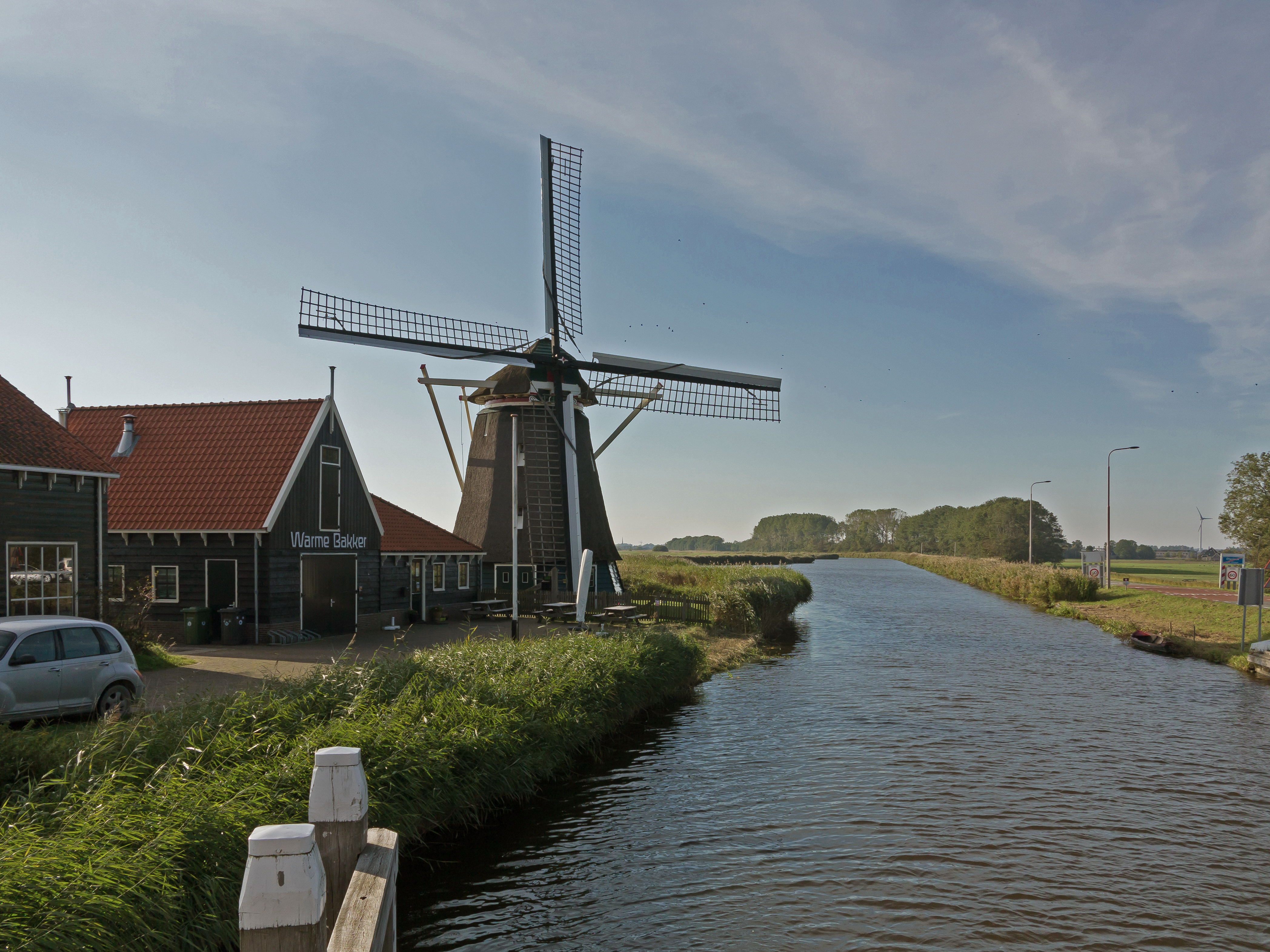
Вітряк De Otter
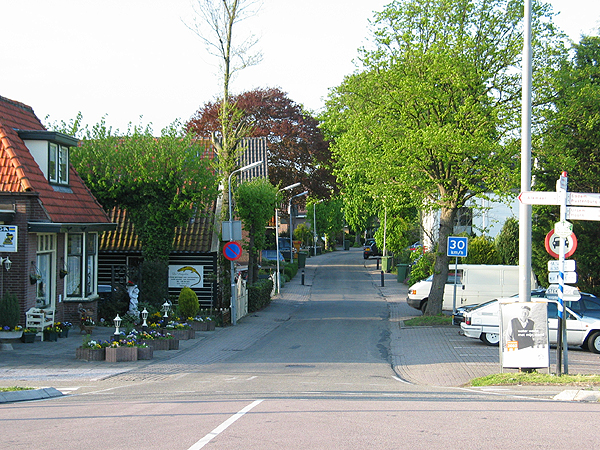
Вулична панорама